# Operación Hato Corozal
La operación Hato Corozal fue una ofensiva adelantada por batallones contraguerrilla de dos brigadas del Ejército Nacional de Colombia contra 2 frentes del Bloque Oriental de las Fuerzas Armadas Revolucionarias de Colombia - Ejército del Pueblo (FARC-EP) que habían atacado la población de Hato Corozal (Casanare), el 31 de agosto de 1999.  Durante el repliegue de los subversivos, helicópteros artillados atacaron sus columnas matando a medio centenar de subversivos.
Dicha operación sumada a los golpes de julio de 1999 en la Operación Independencia en Puerto Rico y Puerto Lleras (Meta), impidió a la guerrilla de las FARC-EP pasar a la guerra de movimientos, y demostró la vulnerabilidad de sus columnas de ataque al poder aéreo de las Fuerzas Militares.

## Antecedentes
Hato Corozal es un municipio ubicado al norte del departamento de Casanare, sobre las márgenes del río Casanare, cuyo cauce lo separa del departamento de Arauca. Con una extensión de 5.436 km² y una población aproximada de 8.500 habitantes en 1999, su ubicación geográfica, cerca de los bastiones guerrilleros en Tame y Puerto Rondón, la colocaban en primera línea de ataque para los rebeldes, que trataban de avanzar hacia el interior de la Orinoquia. No por nada Hato Corozal y las municipalidades cercanas como Tamara y Nunchia ya habían sido asaltados por columnas de las FARC-EP y el ELN en múltiples ocasiones, a lo largo de la década de los noventa. La última incursión importante había ocurrido el 10 de julio de 1999.

## Toma de Hato Corozal
Sobre las 7 de la noche del 31 de agosto de 1999, un grupo de aproximadamente 300 hombres de los frentes 10 y 45 del Bloque Oriental de las FARC-EP intentó tomarse el cuartel de policía de Hato Corozal. Muchas de las unidades atacantes se transportaban en camiones de carga, en una táctica ya experimentada en los años anteriores; con ello se buscaba obtener una mayor agilidad y rapidez en los desplazamientos previos a la toma de una población o instalación militar. 
Los guerrilleros formaban parte de las unidades que obedecían a Noé Suárez Rojas Grannobles, en Arauca, donde las FARC-EP habían aumentado la escalada de sus ataques desde mediados de 1997, cuando derribaron un helicóptero cargado de militares y mataron a 20 de ellos. Entre los jefes de cuadrilla que dirigían el ataque, estaba Napoleón Herreño Quiroga, Rogelio, mano derecha de Grannobles en el frente 45; el jefe insurgente estaba acusado de ser coautor del secuestro y asesinato de 3 indigenistas norteamericanos en marzo de 1999.

## Operación Hato Corozal
Durante la incursión que se prolongó por 6 horas, los guerrilleros atacaron con cilindros de gas la estación de Policía Nacional, las instalaciones del Banco Agrario y una veintena de casas y edificaciones adyacentes, que sufrieron daños materiales por la acción de los explosivos. Sin embargo, a medianoche los insurgentes interrumpieron el ataque ante la inminencia de un contragolpe del Ejército Nacional.
En efecto al ser alertadas de la incursión, las tropas regulares reaccionaron de inmediato, siendo movilizadas al área de los combates unidades del Batallón de Contraguerrilla N 29 "Héroes del Alto Llano" de la Brigada 16 con sede en Yopal (Casanare). El primer contacto entre las tropas oficiales y los irregulares ocurrió en el sitio Las Tapias a las afueras de la localidad. Allí, cayeron tres guerrilleros. Con ese despliegue las tropas trataban de evitar el repliegue de los rebeldes, pero estos lograron llegar al río Casanare, desde donde pensaban alcanzar el interior de Arauca. Inmediatamente, la Fuerza Aérea Colombiana (FAC) desplazó al área helicópteros artillados.
En la madrugada del miércoles 1 de septiembre, y bajo el mando del general Luis Barbosa, comandante de la brigada 18 estacionada en Arauca, el Ejército Nacional desplegó en pleno su dispositivo militar. Mientras las tropas de la brigada 16 operaban en la margen derecha del río Casanare, soldados contraguerrilla del Batallón 24 "Héroes de Pisba" de la Brigada 18 se desplegaron desde la base del Batallón de Ingenieros Rafael Navas Pardo en la vereda Las Brisas de Tame (Arauca), para cortarle a los rebeldes la retirada, en una táctica de cerrojo aplicada hacia dos meses en Puerto Lleras (Meta). 
En medio de los enfrentamientos una aeronave de la FAC detectó dos camiones cargados de guerrilleros mientras estos se desplazaban por la carretera entre Tame y Hato Corozal, en el sitio conocido como La Cabuya ya al otro lado del río Casanare.  En seguida helicópteros Black Hawk los ametrallaron, causándole bajas a las FARC-EP. En ese lugar cayó muerto con varios impactos en el rostro, Napoleón Herreño Quiroga Rogelio, jefe de cuadrilla del frente 45. Junto a él fueron hallados los cadáveres de otros 46 insurgentes entre los que estaba Pedro Rangel Cala Robledo otro jefe de escuadra en las FARC-EP. Del lado oficial solo un soldado resultó herido.
Al mediodía del 1 de septiembre, los generales Fernando Tapias y Jorge Enrique Mora, comandantes de las Fuerzas Militares y del Ejército Nacional, respectivamente, se desplazaron hasta la zona de los enfrentamientos y mostraron a la prensa el resultado de las acciones.

## Consecuencias
El resultado de la operación, confirmó el cambio estratégico operado en la situación militar desde finales de año anterior. Las tropas, maniobrando con una superior movilidad aérea y un efectivo apoyo Aero-táctico de los helicópteros artillados, pusieron en jaque el esquema de guerra de las FARC-EP, consistente en agrupar columnas de cientos o incluso miles de hombres para atacar posiciones fijas de las Fuerzas Militares, con una superioridad de 3 a 1 en efectivos, pertrechos y municiones. No solo marco su vulnerabilidad ante la Fuerza Aérea sino su imposibilidad de pasar a la guerra de movimientos.
Este golpe, fue el quinto propinado en seguidilla al Bloque Oriental. Después de la retoma de Mitú en noviembre de 1998, cerca de 350 guerrilleros habían caído en diversas operaciones ofensivas del Ejército Nacional(Operación Eclipse Negro, Némesis, Llanura e Independencia) adelantadas en el sector general de los Llanos Orientales.